# Lepidopa dexterae
Lepidopa dexterae is een tienpotigensoort uit de familie van de Albuneidae. De wetenschappelijke naam van de soort is voor het eerst geldig gepubliceerd in 1972 door Abele & Efford.